# Isla Ichaboe
La isla Ichaboe, (en inglés: Ichaboe Island) junto con Ichaboe Pequeño forma un archipiélago rocoso localizado a 48 km al norte de Lüderitz, en Namibia. Pertenece a las islas Pingüino. La isla es parte de la reserva marina conocida como Meob-Chamais.
Ichaboe está casi completamente rodeada por un muro que la protege contra inundaciones y es utilizada por los científicos como base. Desde los años 1840 Ichaboe es un depósito donde se explotaba el guano. 
La isla de 6,5 hectáreas está ubicada en el norte de la bahía de Douglas ( en alemán: Kartoffelbucht o bahía de patata) a 1,3 km de la costa de Namibia (al sur de Wreck Point). La isla mide 425 metros de norte a sur, y tiene hasta 200 metros de ancho. En el sureste alcanza su altura máxima que es de siete metros (Monte Stromboli). La isla se compone principalmente de granito.
En el noreste, existe un pequeño poblado habitado sólo temporalmente, conocido como "Observation Village" (Villa Observación). 
Fue descubierto en 1828 por el capitán Benjamin Morrell. En 1861 fue declarado territorio británico y en 1867 junto con once islas más de la anexadas a Gran Bretaña. En 1874 fue incluida en los territorios anexionados a la Colonia del Cabo, incluyéndose a estas islas (y al enclave de Walvis Bay ), incluso después de la fundación del protectorado alemán en África del Sudoeste en el continente. En 1921 la Bahía Walvis y las islas relacionadas con esta, fueron anexadas a Sudáfrica hasta que el 28 de febrero de 1994 fueron entregadas a Namibia. 